# Венигн Дижонский

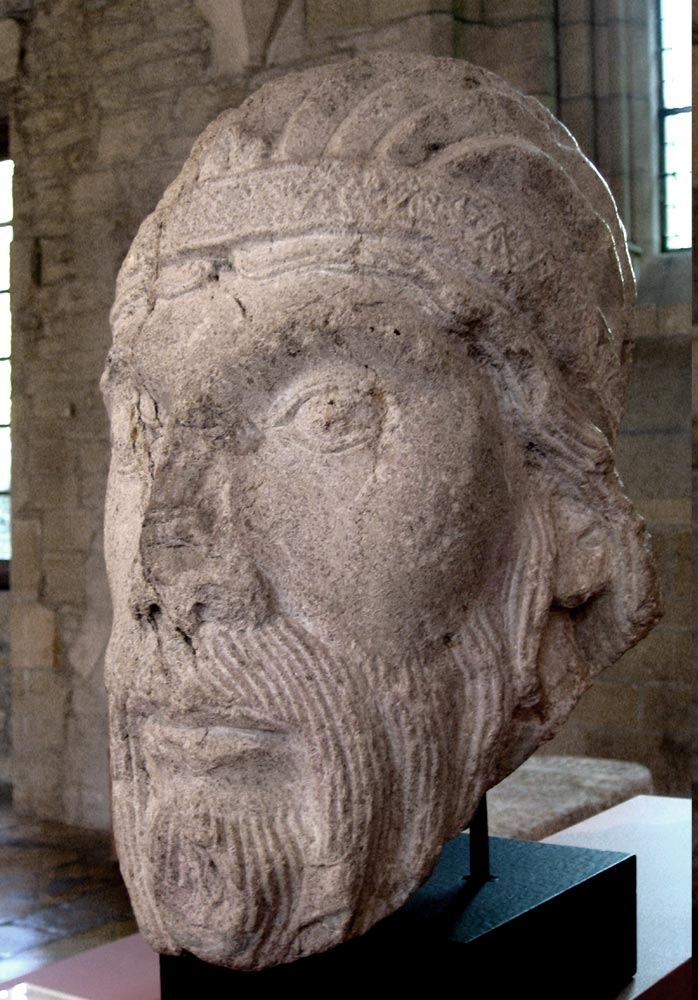

Венигн († ок. 200 года) — «апостол» Дижонский, священномученик.
Согласно житию, святой Венигн, ученик святого Поликарпа, епископа Смирнского был послан им вместе со святыми Андиохием, Фирсом, Андеолом и иными на проповедь в Галлию. Они проповедовали в Массилии, в Лугдуне и иных городах. Святой Венигн дошёл до Дижона (лат. Divio), где продолжал свой апостольский подвиг.
Император Аврелиан, будучи в окрестностях Дижона и узнав о деятельности Венигна, потребовал от него отречения от Христа. За отказ святого Венигна избивали, подвешивали и бросили в тюрьму. Святого заковали в каменные колодки, ему загоняли раскаленные гвозди под ногти и бросали голодным псам. Во время мучений ангел укреплял и исцелял его. Святой Венигн был умерщвлен ударом копья, из его тела выпорхнул голубь и воспарил в небо, а воздух наполнился благоуханием. Святой Венигн был погребён святой Леониллой, имевшей по преданию трёх внуков, святых отроков Спевсиппа, Елевсиппа и Мелевсиппа, крещёных святым.
Дни памяти — 1 ноября, 26 апреля (в Лангре, перенесение мощей). В Дижоне святому посвящён кафедральный собор.